# Aragona (famiglia)
Gli Aragona furono una famiglia nobile siciliana di origine reale, originata dai Sovrani d'Aragona.
I suoi membri possedettero un gran numero di feudi e baronie. Si unirono in matrimonio a casati molto influenti quali i Peralta, i Chiaramonte, i Lanza, i Moncada, i Tagliavia, i Caetani, i de Luna, i Paternò e i Grifeo.

## Storia
Filadelfo Mugnos, autore del Teatro genologico delle famiglie del regno di Sicilia, scrisse che il capostipite della famiglia, noto a tutti, fu il primo Re di Sicilia, Pietro III di Aragona della Casa di Aragona. Il sovrano aragonese, che ebbe diverse amanti, fu padre di numerosi figli naturali, tra cui un Sancio d'Aragona († 1335), di cui ignota è l'identità della madre, giunto in Sicilia nel 1312, che fu Gran camerario del Regno. Signore di Militello e di San Marco, acquisì la signoria di Cammarata attraverso il matrimonio con Macalda Palizzi, da cui ebbe i figli Federico e Giovanni, da cui derivarono rispettivamente i rami dei signori di Cammarata e dei signori di Biviano.
Il primogenito Federico d'Aragona Palizzi († 1344), sposato con Giovanna Auria, ebbe i figli Sanciolo, Mazziotta e Vinciguerra. Il primogenito Sanciolo, o Sancio II, († 1358), capitano di Militello, fu sposato con Lucca Palizzi, figlia di Matteo, da cui ebbe per figlio Mattiolo; essendogli premorto Mattiolo, gli succedette nei possessi feudali il fratello minore Vinciguerra.
Vinciguerra d'Aragona Auria († 1380), signore di Cammarata e di Militello, regio cancelliere, fu capitano e castellano di Patti, Tindari, Alcara, Sant'Angelo di Brolo, e ingrandì il suo patrimonio con l'acquisizione delle baronie di Librizzi, di Novara, di Oliveri, di Raccuja, di Termini e di Tortorici. Ebbe tre figli: Giovanni, che fu vescovo di Patti, Federico e Bartolomeo, e questi ultimi due gli succedettero rispettivamente nelle signorie di San Marco e di Cammarata. Bartolomeo d'Aragona († dopo il 1400), signore di Cammarata, fu siniscalco del Regno, e ribelle al re Martino I di Sicilia, nel 1397 subì la confisca di tutti i suoi beni. Con lui si estinse il ramo in linea maschile diretta, poiché dalla consorte Doleta Embriaco, non ebbe prole mascolina.
Altri rami ebbero parallelamente origine dai figli naturali del re Federico III di Sicilia, da Alfonso Federico e da Orlando, avuti dall'amante la nobildonna catanese Sibilla Sormella. Da Orlando d'Aragona († 1361) in particolare, che fu capitano dell'esercito, governatore di Palermo nel 1343 e stratigoto di Messina nel 1345, derivò il ramo dei baroni di Avola. Il mero e misto imperio sul castello e la terra di Avola, nel Val di Noto, gli fu concesso il 23 aprile 1361 dal re Federico IV di Sicilia, assieme a Buccheri e Cassibile.
Alla sua morte gli succedette il primogenito Federico, che morì ucciso dalla popolazione di Avola nel 1375, che tornò al Regio Demanio. Il fratello Giovanni, il 28 ottobre 1398 ebbe da re Martino I di Sicilia la concessione della baronia di Avola; sposato con Giovanna d'Aragona, fu padre di Giovanni († 1419),  il quale ottenne nel 1403, sia per i servigi da lui prestati sia per i vincoli di sangue con la Real Casa, la legittimazione di Pietro, Federico, Francesco, Giovanni, Guglielmo, Beatrice, Chiara e Aldonsa, procreati da lui con Eleonora donna libera, rendendoli così capaci a succedere.
A Giovanni succedette il primogenito Pietro († 1451), il quale ottenne dai Viceré di Sicilia l'8 luglio 1419, la conferma della baronia d'Avola, che trasmise al figlio Giovanni Federico detto Gian Federico († 1471), il quale ne ottenne conferma e nuova investitura il 17 luglio 1453 e sposò Beatrice Cruyllas, ereditiera della signoria di Terranova. Da questo matrimonio nacque Gaspare Federico, che il 15 dicembre 1471 prestò il giuramento di fedeltà e omaggio; sposato con la zia Chiara d'Aragona, fu padre di Carlo e Beatrice.
Carlo d'Aragona († 1512), barone di Avola e di Terranova, fu investito dei titoli e feudi paterni il 27 settembre 1483, e con lui si estinse il ramo dei baroni di Avola, poiché dalla sua legittima unione con Giulia Alliata Settimo dei signori di Giuliana, ebbe una sola figlia, Antonia Concessa, che contrasse matrimonio con il cugino Giovanni Tagliavia d'Aragona dei conti di Castelvetrano, e i feudi di famiglia passarono in dote alla famiglia Tagliavia, i cui discendenti anteposero al proprio cognome quello degli Aragona.

## Arma
- Arma: d'oro, a quattro pali di rosso.
- Cimiero: un grifo uscente d'oro, linguato di rosso impugnante la bandiera d'argento, astata d'oro, caricata dalla croce di rosso, svolazzante a sinistra.[10]

## Genealogia

### Rami derivati da re Pietro I di Sicilia (signori di Cammarata e signori di Biviano)
|                                                                      |                                                                      |                                                                       |                                                                       |                                                                             |                                                                |                                                                |                                                    |
|                                                                      |                                                                      |                                                                       |                                                                       | Sancio, signore di Militello († 1335) Macalda Palizzi, signora di Cammarata |                                                                |                                                                |                                                    |
|                                                                      |                                                                      |                                                                       |                                                                       |                                                                             |                                                                |                                                                |                                                    |
|                                                                      |                                                                      |                                                                       |                                                                       |                                                                             |                                                                |                                                                |                                                    |
|                                                                      |                                                                      | Federico, signore di Cammarata e di Militello († 1343) Giovanna Aurea | Federico, signore di Cammarata e di Militello († 1343) Giovanna Aurea |                                                                             |                                                                | Giovanni († 1350) Umana de Esculo                              | Giovanni († 1350) Umana de Esculo                  |
|                                                                      |                                                                      |                                                                       |                                                                       |                                                                             |                                                                |                                                                |                                                    |
|                                                                      |                                                                      |                                                                       |                                                                       |                                                                             |                                                                |                                                                |                                                    |
| Sanciolo, signore di Cammarata e di Militello († 1358) Lucca Palizzi | Sanciolo, signore di Cammarata e di Militello († 1358) Lucca Palizzi | Mazziotta                                                             | Mazziotta                                                             | Vinciguerra, signore di Cammarata e di Militello († 1380) NN                | Vinciguerra, signore di Cammarata e di Militello († 1380) NN   | Federico, signore di Biviano                                   | Federico, signore di Biviano                       |
|                                                                      |                                                                      |                                                                       |                                                                       |                                                                             |                                                                |                                                                |                                                    |
|                                                                      |                                                                      |                                                                       |                                                                       |                                                                             |                                                                |                                                                |                                                    |
| Mattiolo                                                             | Mattiolo                                                             |                                                                       | Federico, signore di San Marco                                        | Federico, signore di San Marco                                              | Bartolomeo, signore di Cammarata († post 1400) Doleta Embriaco | Bartolomeo, signore di Cammarata († post 1400) Doleta Embriaco |                                                    |
|                                                                      |                                                                      |                                                                       |                                                                       |                                                                             |                                                                |                                                                |                                                    |
|                                                                      |                                                                      |                                                                       |                                                                       |                                                                             |                                                                |                                                                |                                                    |
|                                                                      |                                                                      |                                                                       |                                                                       | Bartolomea Enrico Ventimiglia di Lauria, conte di Geraci                    | Bartolomea Enrico Ventimiglia di Lauria, conte di Geraci       | Contissella Matteo Moncada, conte di Caltanissetta             | Contissella Matteo Moncada, conte di Caltanissetta |

### Ramo derivato da re Federico III di Sicilia (signori di Avola)
|         | |                                                                        |                                                                                              |                                                                                              |                                                   |                                                   |                  |
|         | |                                                                        | Orlando, signore di Avola (1296-1361) Maria di Stromoncourt                                  |                                                                                              |                                                   |                                                   |                  |
|         | |                                                                        |                                                                                              |                                                                                              |                                                   |                                                   |                  |
|         | |                                                                        |                                                                                              |                                                                                              |                                                   |                                                   |                  |
| Alfonso | Alfonso                                                                                                  | Federico, signore di Avola († 1375)                                    | Federico, signore di Avola († 1375)                                                          | Giovanni, signore di Avola Giovanna d'Aragona                                                | Giovanni, signore di Avola Giovanna d'Aragona     | Giovanna Rebecca                                  | Giovanna Rebecca |
|         | |                                                                        |                                                                                              |                                                                                              |                                                   |                                                   |                  |
|         | |                                                                        |                                                                                              |                                                                                              |                                                   |                                                   |                  |
|         | |                                                                        |                                                                                              | Giovanni, signore di Avola († 1419)                                                          |                                                   |                                                   |                  |
|         | |                                                                        |                                                                                              |                                                                                              |                                                   |                                                   |                  |
|         | |                                                                        |                                                                                              |                                                                                              |                                                   |                                                   |                  |
|         | |                                                                        |                                                                                              | Sette figli naturali tra cui Pietro, signore di Avola († 1451) NN                            |                                                   |                                                   |                  |
|         | |                                                                        |                                                                                              |                                                                                              |                                                   |                                                   |                  |
|         | |                                                                        |                                                                                              |                                                                                              |                                                   |                                                   |                  |
|         | |                                                                        | Giovanni Federico, signore di Avola († 1471) Beatrice Cruyllas, signora di Terranova         | Giovanni Federico, signore di Avola († 1471) Beatrice Cruyllas, signora di Terranova         | Chiara Gaspare d'Aragona Cruyllas                 | Chiara Gaspare d'Aragona Cruyllas                 |                  |
|         | |                                                                        |                                                                                              |                                                                                              |                                                   |                                                   |                  |
|         | |                                                                        |                                                                                              |                                                                                              |                                                   |                                                   |                  |
|         | |                                                                        | Gaspare, signore di Avola e di Terranova († 1483) Chiara d'Aragona                           |                                                                                              |                                                   |                                                   |                  |
|         | |                                                                        |                                                                                              |                                                                                              |                                                   |                                                   |                  |
|         | |                                                                        |                                                                                              |                                                                                              |                                                   |                                                   |                  |
|         | Carlo, signore di Avola e di Terranova († 1512) Giulia Alliata Settimo                                   | Carlo, signore di Avola e di Terranova († 1512) Giulia Alliata Settimo | Beatrice I Giovanni Vincenzo Tagliavia, barone di Castelvetrano, II Giovanni Luigi Requesens | Beatrice I Giovanni Vincenzo Tagliavia, barone di Castelvetrano, II Giovanni Luigi Requesens | Bianca Calcerando di Caro, signore di Montechiaro | Bianca Calcerando di Caro, signore di Montechiaro |                  |
|         | |                                                                        |                                                                                              |                                                                                              |                                                   |                                                   |                  |
|         | |                                                                        |                                                                                              |                                                                                              |                                                   |                                                   |                  |
|         | Antonia Concessa, baronessa di Avola e di Terranova Giovanni Tagliavia d'Aragona, conte di Castelvetrano |                                                                        |                                                                                              |                                                                                              |                                                   |                                                   |                  |